# Звериное молоко
«Звериное молоко» — сказочный сюжет, широко распространённый у восточных славян. В нём обычно рассказывается о неверной жене, сестре или матери, которые, чтобы избавиться от мешающего им героя, отправляют его за звериным молоком в лес (иногда притворяются больными и говорят, что звериное молоко может их исцелить). Герой преодолевает препятствия и достает звериное молоко либо сам, либо при помощи волшебных помощников — спасённых им зверей. В роли любовника неверной сестры (жены, матери), ради которого коварная девушка и посылает брата на гибель, выступает Огненный царь, разбойник, змей, колдун, железный волк.
Известно 74 варианта русских, 46 — украинских, 25 — белорусских сказок. Сюжет распространён и среди других народов, старейшие варианты которого зафиксированы в средневековой литературе. Следы этого сюжета отмечались исследователями в «Старшей Эдде». Иначе называется «Неверная жена» или «Притворная болезнь».